# Feodora Orel
Feodora Hryhorivna Orel (nacida el 22 de marzo de 1942 en Dnipro y fallecida el 7 de febrero de 2017 en Kiev) fue una jugadora de baloncesto ucraniana. Consiguió 5 medallas en competiciones oficiales con URSS.